# Paul Seymour (basket-ball)
Pour les articles homonymes, voir Paul Seymour (mathématicien) et Seymour.
Paul Norman Seymour (né le 30 janvier 1928 à Toledo, Ohio ; décédé le 5 mai 1998) était un ancien joueur et entraîneur américain de basket-ball. Arrière d'1,90 m, il joua en NCAA à l'université de Toledo et évolua 12 saisons en NBA et en Basketball Association of America (BAA). Il joua sa première saison aux Baltimore Bullets en BAA; le reste de sa carrière avec les Syracuse Nationals. Il fut All-Star à trois reprises. Seymour fut entraîneur-joueur durant une bonne partie de sa carrière avec les Nationals.
Seymour devint par la suite entraîneur en NBA, dirigeant quatre équipes différentes en huit saisons.
Seymour partage toujours, avec son ancien coéquipier Red Rocha, le record NBA du plus grand nombre de minutes jouées lors d'un match de playoff avec 67 minutes.